# Lykkeamulet
Lykkeamulet refererer til en bred vifte af genstande, ofte med symbolsk eller overnaturlig betydning, som menes at bringe held, afværge det onde eller beskytte bæreren mod skade. Disse amuletter har været en del af menneskets kultur og trossystemer i århundreder og har overskredet geografiske og kulturelle grænser. De findes i forskellige former, som hver især har deres egen unikke betydning og historie.

## Historisk oprindelse
Konceptet med lykkeamuletter har ældgamle rødder, der kan spores tilbage til forskellige civilisationer rundt om i verden. Man kan finde dem i gamle egyptiske, romerske, kinesiske og indiske kulturer. Den præcise oprindelse af specifikke amuletter varierer, men deres fælles tråd er troen på deres beskyttende eller heldige kvaliteter.

## Det gamle Egypten
I det gamle Egypten spillede amuletter en vigtig rolle i dagligdagen og den religiøse praksis. "Ankh", et symbol, der ligner et kors med en løkke i toppen, blev anset for at repræsentere liv og udødelighed. Egypterne bar ofte Ankh som en amulet for at sikre beskyttelse og held og lykke.

## Romerriget
De gamle romere havde også en tradition for at bære amuletter. "Fascinus", en fallosformet amulet, var et symbol på beskyttelse mod det onde øje og ondsindede kræfter. Folk troede, at den kunne afværge skade og bringe held og lykke.

## Kina
I den kinesiske kultur har amuletter været en del af folklore og trossystemer i århundreder. "Fu"-tegnet, der betyder "held og lykke" eller "velsignelse", er et populært symbol på amuletter. Jade og andre ædelstensamuletter har også haft betydning som beskyttende talismaner.

## Indien
Den indiske kultur har en rig tradition for at bruge amuletter, ofte kendt som "talisman" eller "medaljon". "Om"-symbolet, der repræsenterer universets hellige lyd, er et almindeligt motiv på disse amuletter. Man mener, at de giver beskyttelse og åndelig vejledning.

## Typer af lykkeamuletter
Lykkeamuletter findes i forskellige former, der afspejler kulturelle overbevisninger og praksisser. Nogle af de mest almindelige typer omfatter:

## Hestesko
Hesteskoen, der ofte placeres over døråbninger med den åbne ende opad, er en velkendt amulet i den vestlige kultur. Man mener, at den bringer held og beskytter husstanden mod negative energier.

## Firkløver
Firkløveret er et symbol på held og lykke og findes ofte i irsk folklore. Hvert blad er forbundet med en dyd: håb, tro, kærlighed og held. At finde et firkløver betragtes som en sjælden og heldig begivenhed.

## Det onde øje
Amuletten med det onde øje er udbredt i middelhavs- og mellemøstkulturer. Den er designet til at beskytte mod misundelse og negativ energi med sit karakteristiske blå og hvide mønster, der menes at afvise skade.

## Lykkens kat (Maneki-neko)
Maneki-neko, eller "vinkende kat", er et almindeligt syn i Japan og andre asiatiske lande. Denne figur af en kat med en hævet pote menes at tiltrække velstand og lykke.

## Drømmefanger
Indianske kulturer har drømmefangeren, en cirkulær amulet med et vævet net eller spind i midten. Man mener, at den filtrerer dårlige drømme fra og kun lader gode drømme passere igennem.

## Rød snor
I Kabbalah, en mystisk form for jødedom, bæres armbåndet med den røde snor for at afværge det "onde øje" og fremme beskyttelse og velsignelser.

## Kulturel betydning
Lykkeamuletter har stor kulturel betydning over hele verden. De går ofte i arv gennem generationer og værdsættes for deres symbolik og beskyttende egenskaber.

## Kulturelle tilpasninger
Mange kulturer har tilpasset og inkorporeret lykkeamuletter fra andre regioner i deres egne trossystemer. For eksempel har Maneki-Neko fra Japan fundet popularitet i andre dele af Asien og endda længere væk.

## Overtro og trosforestillinger
Lykkeamuletter er tæt knyttet til overtro og tro. Folk bærer dem ofte i forbindelse med vigtige begivenheder i livet, såsom bryllupper, fødsler eller rejser, for at sikre held og lykke og beskyttelse.

## Moderne brug
Lykkeamuletter er fortsat meget populære i den moderne verden med forskellige tilpasninger, så de passer til nutidens livsstil.

## Smykker og tilbehør
Amuletter findes almindeligvis i form af smykker, herunder halskæder, armbånd og øreringe. Mange bærer disse smykker for at supplere deres personlige stil, samtidig med at de søger amulettens beskyttende og heldige fordele.

## Indretning af hjemmet
Lykkeamuletter indgår også i boligindretningen. Hestesko, drømmefangere og dekorationer med onde øjne placeres ofte i hjemmet for at afværge negativ energi og skabe en positiv atmosfære.

## Konklusion
Lykkeamuletter har en rig og mangfoldig historie, der spænder på tværs af kulturer og århundreder. De tjener som et vidnesbyrd om menneskets tro på symbolikkens kraft og ønsket om beskyttelse og held og lykke. Uanset om de bæres som smykker, vises frem i hjemmet eller går i arv gennem generationer, spiller disse amuletter fortsat en meningsfuld rolle i mange menneskers liv verden over. Lykkeamulet bruges også i. Selvom deres overnaturlige egenskaber kan diskuteres, er den kulturelle betydning og personlige værdi, de har, ubestridelig.